# Ngựa kéo xe Hà Lan
Ngựa kéo xe Hà Lan hay ngựa Tuigpaard là giống ngựa thuần chủng của dòng ngựa kéo xe hai bánh được lai tạo và phát triển ở Hà Lan kể từ khi kết thúc chiến tranh thế giới thứ II. Sổ đăng ký giống của chúng được Koninklijk Warmbloed Paardenstamboek Nederland (Sổ hướng dẫn đăng ký ngựa máu móng của Hoàng gia Hà Lan) hoặc KWPN lưu giữ. Giống ngựa này được chọn lọc dựa trên những con ngựa Groningen và ngựa Gelderland bản địa, trước đây không thể thiếu trong các hoạt động dịch vụ nông nghiệp và vận tải. Các quy trình chọn lọc nghiêm ngặt, khắt khe và mục tiêu nhân giống rõ ràng đã giúp các nhà tạo giống tạo ra một con ngựa có bước nhảy cao và tinh tế trong vòng vài thập kỷ gần. Trong khi với 40 dòng và ít hơn 2.000 ngựa nái giống, tổng số không lớn, ngựa kéo xe Hà Lan (Dutch Harness) rất dễ nhận biết.
Trong vài năm qua, một số ít đã đến với Bắc Mỹ vàchúng được sử dụng như ngựa thể thao và ngựa cưỡi trình diễn. Người Hà Lan có một truyền thống mạnh mẽ về chăn nuôi ngựa và vào cuối thế kỷ XIX và đầu thế kỷ XX, những con ngựa này được gọi là "ngựa hạng sang". Chúng bao gồm hai nòi riêng biệt: Nòi ở Bắc con ngựa Groningen có màu sắc lông sậm hơn và chủ yếu là màu tối, và nòi ngựa Gelderlander ở phía nam với vóc dáng dỏng cao hơn, chân dài hơn và thường là màu hồng (hạt dẻ). Chúng là giống ngựa thanh lịch, mặc là dù ngựa hạng nặng, ngựa vận chuyển có thể hoạt động trên trang trại. Có một quy tắc bất thành văn trong chăm ngựa là chủ ngựa cảm thấy ganh đua về việc ngựa hoặc ngựa của ai là tốt nhất và sặc sỡ nhất, điều này đã không bị lãng quên khi cơ giới hóa làm cho những con ngựa nông nghiệp lỗi thời và những con ngựa kéo xe cần một nghề nghiệp mới. 